# Mato-Grosso-Plateau
Das Mato-Grosso-Plateau (portugiesisch Planalto do Mato Grosso) ist ein Hochplateau im mittleren Westen Brasiliens. Es befindet sich im gleichnamigen Bundesstaat Mato Grosso. 
Im Westen des Mato-Grosso-Plateaus liegt die Bergkette Sierra dos Parecis, im Südwesten befindet sich die Schwemmebene des Pantanal. Mato Grosso bedeutet dichter Wald, der Name erklärt sich dadurch, dass das Plateau von den Campos cerrados bedeckt wird. Die Campos cerrados umfassen weite Graslandschaften und dicht bewaldete Gebiete. 
Die Viehzucht ist der wichtigste Wirtschaftszweig. Daneben werden Bohnen, Reis und Zuckerrohr sowie weitere landwirtschaftliche Produkte angebaut. Als städtisches Zentrum gilt Cuiabá. Das Hochplateau ist Siedlungsgebiet der indigenen Xavante.